# Управління секцією кріплення

Показано секції механізованого кріплення в лаві.

Управління секцією кріплення — здійснення у певній послідовності операцій розвантаження, пересування і розпирання окремих секцій механізованого кріплення в лаві. Здійснюється з метою забезпечення необхідних умов для виймання і транспортування вугілля в очисному вибої, ефективного кріплення робочого простору та управління покрівлею.
Існують такі способи управління секцією кріплення:
- місцеве ручне,
- групове автоматизоване,
- дистанційне з постів управління в лаві,
- централізоване дистанційноавтоматичне,
- автоматичне,
- дистанційне фронтально-групове.